# Lorenzo Gambacorta
Lorenzo Gambacorta, attestato anche come Lotto (Pisa, 1360 circa – Treviso, settembre 1409), è stato un arcivescovo cattolico italiano.

## Biografia
Figlio di Andrea di Gherardo Gambacorta, Lotto (o Lorenzo) nel 1381, sotto intercessione dello zio Pietro Gambacorti, fu consacrato arcivescovo di Pisa da papa Urbano VI, che lo dispensò dai limiti di età e dal fatto di non aver ricevuto l'ordinazione sacerdotale. Rimase a capo dell'arcidiocesi fino al 1394, quando fu costretto a fuggire dalla città toscana in seguito all'assassinio dello zio. Trasferito alla diocesi di Treviso, morì nel settembre del 1409.